# ミシェル＝パトリック・ボワヴェール
ミシェル＝パトリック・ボワヴェール（英：Michel Patrick Boisvert、フランス語発音: [miʃɛl patʁik bwavɛʁ]）は、ハイチの公務員および政治家で、2024年2月25日から6月3日までハイチ暫定首相を務めた。 4月25日に発足した暫定大統領評議会は彼の後任を決める権限を持った。
ボワヴェール氏は2020年から経済財務大臣を務めており、当初はジョゼフ・ジュート、クロード・ジョゼフ、アリエル・アンリの各内閣で働いていた。ボワヴェール氏は以前、2018年から2020年まで経済財務省の局長を務めていた。
2024年2月から3月にかけてハイチ危機が激化する中、ボワヴェール氏は首相代理を務め、アンリ氏が首相を欠席している間は政府の運営を監督してきた。 2024年4月24日にアンリが正式に辞任した後も、ボワヴェールは引き続きハイチ首相代理を務めた。

## 経歴・人物
ボワヴェールはプティ・ゴアーヴで生まれた。彼はポルトープランス大学で会計学の学位を、ハイチ国立大学で経済学の学位を、オーヴェルニュ大学で経済政策管理の修士号を取得。彼は、1991 年から 1995 年までハイチ共和国銀行に勤務し、1995年から2010年までプティ・ゴアーヴに拠点を置く経済財務省の地方職員として勤務していた。2010年から2018年まで、ボワヴェールは同省で次の役職に就いた。
2018年、ボワヴェールは経済財政省の局長に任命された。 2020年3月5日、ジョセフ・ジュート首相の内閣に経済財務大臣として加わり、ジュートの後任であるクロード・ジョセフの下で引き続きこの官職に就いた。ボワヴェール氏は、2021年のジョブネル・モイーズ暗殺事件後、アリエル・アンリ首相代行のもとに発足した暫定政府での地位を維持している。
2024年2月25日、ギャング暴力の激化によって国内危機が悪化する中、首相がケニアを訪れ、ハイチへのケニア警察部隊の派遣を交渉する間、ボワヴェールはアンリ政権の暫定指導者となった。アンリの不在中に、アンリの政府を狙った大規模なギャングの襲撃が発生し、ボワヴェールは3月3日に非常事態を宣言した。 3月7日、危機が継続しアンリがハイチに再入国できないため、ボワヴェールは非常事態宣言を1か月間延長した。アンリは暫定大統領評議会に道を譲るため辞任し、2024年4月25日に就任宣誓が行われ、アンリはボワヴェールを暫定首相に指名した。 2024年5月下旬、評議会はボワヴェールの任期を1か月間延長し、後任にギャリー・コニーユを選出した。コニーユは2024年6月3日に宣誓した。